# Крымская (станция метро)
«Кры́мская» — пусковая станция Московского метрополитена на Троицкой линии. Будет связана пересадкой с одноимённой станцией Московского центрального кольца. Расположится на границе района Котловка (ЮЗАО), Нагорного и Донского районов (ЮАО). Открыть станцию планируется в 2025 году в составе участка от станции «ЗИЛ» до станции «Новаторская».
20 июля 2021 года постановлением мэра Москвы вместо предыдущего проектного названия «Севастопольский проспект» утверждено наименование «Крымская».

## Архитектура и оформление
Станцию украсят парящие светильники «чайки-паруса», которые перенесут пассажиров на морское побережье Крыма и создадут романтичную атмосферу. В оформлении преобладают стальные цвета: потолок и основные колонны выполнят из алюминиевых сотовых панелей, стены и полы — из светло-серого гранита с темными вставками.
Над эскалаторным спуском на торцевых стенах разместят две художественные композиции «Крым — связь времен от античности до наших дней», которые выполнят в виде плоских графических элементов. Их установят на небольшом расстоянии от фоновых рисунков, нанесенных на алюминиевые сотовые панели, которые украсят остальной зал.
Вестибюль выполнят в схожей со станцией стилистике и цветах. Основной материал фасадов — полированный мрамор в сочетании с элементами из гранита и витражными конструкциями. Верхний ярус закроют алюминиевыми горизонтальными ламелями.
Помимо стандартного набора помещений в состав павильона интегрируют здание эксплуатационного персонала
Согласно проекту, вход на станции «Крымская» Троицкой линии метро и МЦК будет осуществляться через общую входную группу.

## Проектирование
Согласно Адресной инвестиционной программе города Москвы станция проектируется в составе 6,5-километрового участка от станции метро «Новаторская» до станции «Крымская» с промежуточными станциями «Вавиловская» и «Академическая» на данном участке с предусмотренной возможностью продления Троицкой линии от «Крымской» до «Нижегородской» Некрасовской линии с перспективным формированием диаметральной линии метрополитена. Начать строительство участка планировалось в 2021 году, а закончить — к концу 2023 года.

## Строительство
30 августа 2022 года началась проходка правого перегонного тоннеля от станции «ЗИЛ».
23 сентября 2022 года началась проходка левого перегонного тоннеля от станции «ЗИЛ».